# Paulo Wanchope
Paulo César Wanchope Watson (født 31. juli 1976) er en tidligere costaricansk fodboldspiller, der normalt var placeret som angriber. Han var landstræner for Costa Rica fra 2014 til 2015.
Paulo Wanchope har repræsenteret Costa Ricas fodboldlandshold fra 1996 til 2008.

## Karriere

### Klubber
- 1994-96 CS Herediano
- 1996-99 Derby County
- 1999-00 West Ham United
- 2000-04 Manchester City
- 2004-05 Málaga CF
- 2005 Al-Gharrafa
- 2006 CS Herediano
- 2006 Rosario Central
- 2007 FC Tokyo